# 泉州公交K202路
泉州公交K202路是中华人民共和国泉州市境内的一条公共交通线路，原名9路，全程27.5公里。起讫点为笋江公园至蔡氏古民居建筑群，运营时间为笋江公园：5:50-19:20；蔡氏古民居建筑群：6:50-20:30
该线为泉州公交第一条使用空调巴士的线路。

## 历史
- 1979年2月，泉州市公共交通公司（公交集团前身）开通体育场-官桥专线。初期运行区间为体育场-顺济桥-官桥，初期运行时间、使用车辆则因缺乏资料而不详。
- 1985年，因中山路、东街实行大客车通行禁令。官桥专线取消途经顺济桥、中山路、体育场，改为途经泉州大桥、温陵路、九一街至文化宫始发终到。并更名为文化宫-官桥专线，每日班次增加至8班
- 1992年6月2日，泉州公交将官桥专线更名为9路。并更换为5部扬子牌小巴。[1]运营时间调整为5:50-17:50[2]
- 1996年1月28日，因运营纠纷，9路闽C10347号车途径后厝街站时，遭遇等候在该站的个体小四轮[3]经营者的阻挠，致使当天9路运营中断。[4]
- 2002年7月10日，9路更换为14部亚星JS6730C66型柴油空调客车，为大泉州地区第一条开通空调巴士的线路[5]
- 2004年1月8日，9路执行最后一次春运期间价格上浮。票价调整为：文化宫至华洲2元／人，华洲至前埔2元／人，前埔至官桥1.5元/人。2月19日恢复原有票价
- 2005年12月8日，因泉州大桥南立交施工需要，9路往文化宫方向取消途径泉州大桥、南迎宾大道，改为途径凤池路、泉安北路、江滨南路、顺济新桥、义全街至温陵南路后原线行驶[6][7]
- 2007年1月17日，泉州大桥南立交建成，9路恢复途径泉州大桥、南迎宾大道，取消途径义全街、顺济新桥、泉安北路、凤池路[8]
- 2007年12月10日，因泉州大桥北桥头实行单向循环，9路往文化宫方向改为途径宝洲街、田安南路、泉秀街至温陵南路后原线行驶[9]
- 2008年5月25日，因南迎宾大道建设下穿道施工的需要，9路调整为途径泉安北路、凤池路至德泰路后原线行驶[10]。8月25日恢复原线
- 2010年6月，9路更换自16（现K603路）退下的14部亚星JS6730C79型柴油空调客车，原有14部JS6730C66退役
- 2010年7月13日，9路一部运营车辆在进入文化宫始末站时，因司机疏忽，撞到入口处一座信号灯，造成9路车内数人受伤[11]
- 2010年10月，9路更换自3路、18（现K306路）退下的14部亚星JS6880C93H型柴油空调公交车，原有14部JS6730C79退役
- 2010年11月16日，9路更换为16部福达FZ6890UF3G3型柴油空调公交车
- 2010年12月，9路增加5部FZ6890UF3G3，配车数达到21部
- 2012年5月7日，9路闽CYA237号车在途径园坂站时，因乘客城管员黄某与当班乘务员因票价发生争执，黄某将该车开至官桥执法中队强行扣押，造成该车运营中断3小时[12]
- 2012年6月1日，因南迎宾大道拓宽改造需要，9路取消途径南迎宾大道，改为途径泉安北路、凤池路至G324后原线行驶[13]
- 2012年7月8日，因泉州大桥北桥头取消单向循环，9路往双向改为途径温陵南路，取消途径宝洲街、田安南路、泉秀街[14]
- 2012年12月15日，9路启用无人售票制度，并启用泉通卡刷卡服务，票价不变[15]
- 2013年8月7日，9路一部运营车辆司机樊某，在途径磁灶环城路灯控路口时，为避开红灯强行调头绕行并急刹车，造成车内一名女子受伤[16]
- 2013年8月21日，9路启用刷卡免0.5元制度，使用泉通卡乘坐该线，可享受免除0.5元人民币的优惠，而投币则不变[17]
- 2013年10月21日，因南迎宾大道拓改完成，9路恢复途径南迎宾大道，取消途径泉安北路、凤池路[18]
- 2014年8月31日，9路末班时间延长至文化宫18:10、官桥19:20发车[19]
- 2015年2月10日，应泉州市交通委关于《环泉州湾公交发展规划》的要求，泉州公交将9路更名为K202路[20]
- 2015年12月，K202路接手并增加自601路等线路退下的2部福达FZ6890UF3G3柴油空调公交车，配车数达到23部
- 2017年4月，因更换55路车型的需要，划拨K202路3部FZ6890UF3G3至55路，自此K202路配车数降至20部
- 2017年9月26日，因泉州古城提升改造及城市双修的要求，K202路自该日起，取消途径南俊路、东街、温陵北路。改为途径百源路、涂门街至温陵南路后原线行驶。[21]
- 2018年12月12日，K202路全线更换为自K902路等线路退下的20部金旅XML6855JEVW0C型空调电动巴士，原有20部FZ6890UF3G3封存。并启用泉城通APP及支付宝乘车码支付功能
- 2020年1月27日，为配合南安市交通局关于新型冠状病毒肺炎防控要求。K202路自当日0:00起暂停运行至2月17日。[22][23]
- 2020年2月18日，K202路自该日起恢复运营。
- 2020年10月1日，因优化调整。K202路自当日起取消停靠文化宫。改为途径打锡街、壕沟墘、新门街、笋江路至笋江公园始发终到。运营时间调整为笋江公园5:50-19:20、官桥6:50-20:30。票价、车型不变。[24]
- 2021年6月7日，应市交警支队拆除临漳门站的要求。自该日起K202路双向取消停靠该站。
- 2021年9月15日，应南安市交通运输局《关于全市客运班线和公交线路暂停运营的通告》的要求。K202路自当日20:00起暂停运营至10月5日。[25]
- 2021年10月6日，K202路自该日起恢复运营。[26]
- 2021年10月11日，因壕沟乾施工封闭半幅车道，K202路往官桥方向临时取消途径壕沟墘、庄府巷、打锡街、百源路。改为途径新门街、涂门街至关帝庙站原线行驶。[27]
- 2021年10月13日，因泉州大桥加固施工封闭半幅车道，K202路往官桥方向临时取消途径泉州汽车站西门、泉州大桥。改为途径义全街、顺济新桥至南迎宾大道原线行驶，其余不变。[28]
- 2022年1月11日，泉州大桥恢复双向通车，K202路自该日起取消途径义全街、顺济新桥，双向恢复途径泉州汽车站西门、泉州大桥。[29]
- 2022年3月15日，因疫情防控工作需要，K202路自该日起暂停运营至4月21日。[30]
- 2022年4月22日，K202路恢复运营。[31]
- 2022年5月31日，K202路恢复途径壕沟墘、庄府巷、打锡街，取消途径新门街、涂门街、百源路。[32]
- 2022年12月30日，自该日起K202路双向增停金桥新城站。[33]
- 2023年8月17日，因南迎宾大道清濛段辅道施工，自该日起K202路往笋江公园方向临时取消途径诺林商城、亭店、前店，改为途径清濛高架桥至金浦供水公司站后原线行驶，分段点亦调整为金浦供水公司，其它不变。[34]
- 2023年9月17日，K202路往笋江公园方向恢复途径诺林商城、亭店、前店，取消途径清濛高架桥。
- 2023年12月24日，因福官南路改造，原官桥首末站拆除。K202路自该日起取消途径官桥站、福官南路。改为途径西街、后田街、G324、资深路至蔡氏古民居始发终到，其它不变。
- 2024年1月11日，受百源路污水管道封闭施工影响，K202路自该日起取消途径壕沟墘、庄府巷、打锡街、百源路。改为途径新门街、涂门街至关帝庙站后原线行驶，其它不变。[35]
- 2024年2月5日，K202路自该日起增停官桥西街东段、官桥西街西段两站，其它不变。次日，恢复途径壕沟墘、庄府巷、打锡街、百源路，取消途径新门街头至府文庙段。[36][37]
- 2024年4月14日，因福官中路与官桥西街道路施工，K202路自该日起往蔡氏古民居方向临时取消途径福官中路、官桥西街东段。改为途径新建南路至官桥西街西段后原线行驶，其它不变。[38]
- 2024年7月5日，因新门-涂门街污水干管建设工程施工。K202路自该日双向临时取消途径百源路、涂门街。改为途径九一街、温陵北路至海关大楼站后原线行驶，并双向增停鲤城区政府、九一街、温陵路中段等站，其它不变。[39]
- 2024年8月26日，因324国道磁灶段道路半封闭施工。为缓解施工拥堵，K202路双向临时取消停靠洋尾路口、塘尾埔、三吴、新垵路口、磁灶山仔等站，改为途径下官路、陶城路至社庄路口后原线行驶。[40]
- 2025年1月6日，K202路恢复途径百源路、涂门街。取消途径九一街、温陵北路。[41]
- 2025年3月3日，因优化调整。K202路自该日起取消途径壕沟墘、庄府巷、打锡街、百源路。改为途径新门菜市、府文庙至关帝庙站后原线行驶，其它不变。[42]

## 站点
| 路线 | 路线 | 路线 | 所在地区、街道 | 所在地区、街道     | 站点名           | 备注                               |
| ---- | ---- | ---- | -------------- | ------------------ | ---------------- | ---------------------------------- |
|      |      |      | 鲤城区         | 笋江路             | 笋江公园         | 起讫站                             |
|      |      |      | 鲤城区         | 笋江路             | 三千坛           |                                    |
|      |      |      | 鲤城区         | 新门街             | 蔬菜公司         |                                    |
|      |      |      | 鲤城区         | 新门街             | 甲第巷口         |                                    |
|      |      |      | 鲤城区         | 新门街             | 新门菜市         |                                    |
|      |      |      | 鲤城区         | 涂门街             | 府文庙           |                                    |
|      |      |      | 鲤城区         | 涂门街             | 关帝庙           | 清净寺                             |
|      |      |      | 鲤城区         | 涂门街             | 棋盘园           | 原名 海信                          |
|      |      |      | 丰泽区         | 温陵南路           | 海关大楼         |                                    |
|      |      |      | 丰泽区         | 温陵南路           | 温陵路南段       | 分段点 原名 中医院、泉州汽车站西门 |
|      |      |      | 鲤城区         | 南迎宾大道 324国道 | 展览城           | 原名 南环路口                      |
|      |      |      | 鲤城区         | 南迎宾大道 324国道 | 金浦供水公司     | 原名 万祥医院                      |
|      |      |      | 开发区         | 南迎宾大道 324国道 | 诺林商城         | 分段点                             |
|      |      |      | 开发区         | 南迎宾大道 324国道 | 亭店             |                                    |
|      |      |      | 开发区         | 南迎宾大道 324国道 | 前店             |                                    |
|      |      |      | 开发区         | 南迎宾大道 324国道 | 高尔夫球场       |                                    |
|      |      |      | 晋江市         | 南迎宾大道 324国道 | 后厝街           |                                    |
|      |      |      | 晋江市         | 南迎宾大道 324国道 | 洋店             |                                    |
|      |      |      | 晋江市         | 南迎宾大道 324国道 | 晋江旧货市场     |                                    |
|      |      |      | 晋江市         | 南迎宾大道 324国道 | 苏垵路口         | 分段点                             |
|      |      |      | 晋江市         | 南迎宾大道 324国道 | 紫帽出口加工区   |                                    |
|      |      |      | 晋江市         | 324国道            | 井边西路         | 原名 万事可乐厂、岭畔              |
|      |      |      | 晋江市         | 324国道            | 尚志中学         |                                    |
|      |      |      | 晋江市         | 324国道            | 前埔             |                                    |
|      |      |      | 南安市         | 324国道            | 社庄路口         | 分段点（临时）                     |
|      |      |      | 南安市         | 福官中路           | 金桥新城         |                                    |
|      |      |      | 南安市         | 福官中路           | 官桥交通执法中队 | 原名 官桥交警中队                  |
|      |      |      | 南安市         | 西街               | 官桥西街东段     |                                    |
|      |      |      | 南安市         | 西街               | 官桥西街西段     |                                    |
|      |      |      | 南安市         | 资深路             | 蔡氏古民居建筑群 | 起讫站                             |

## 票价
K202路为分段计价，全程¥4.5。其中：
- 笋江公园至温陵路南段：1元/人
- 温陵路南段至诺林商城：1元/人
- 诺林商城至苏垵路口：1元/人
- 苏垵路口至塘尾埔：1元/人
- 塘尾埔至蔡氏古民居建筑群：1元/人
- 泉通卡普通卡9折，月票卡优惠无效，敬老卡、爱心卡有效
- 可使用泉城通APP或支付宝、云闪付、微信乘车码支付

## 配车
K202路配车数总计22部，其中：
- 金旅XML6855JEVW0C  22部

- 福达FZ6890UF3G3
（2010.11 - 2018.12）
- 金旅XML6855JEVW0C
（2018.12 - ）

## 相关
- 泉州公交线路列表